# 이스마엘 코네
이스마엘 케네스 조던 코네(영어: Ismaël Kenneth Jordan Koné, 2002년 6월 16일 ~ )는 캐나다의 축구 선수로 현재 이탈리아 세리에 A의 사수올로에서 미드필더로 활동하고 있다.
그는 2023년 1월 잉글랜드 EFL 챔피언십의 클럽인 왓퍼드 FC에 합류하였다.
2024년 코파 아메리카에 출전해 8강에서 베네수엘라와 승부차기 2라운드까지 가는 초접전을 벌였는데 이스마엘 코네는 베네수엘라의 라파엘 로모 골키퍼에게 슛을 차는 시늉을 해서 로모의 집중력을 흐트러뜨린 후 슛을 넣으며 승부차기를 6라운드 끝에 이기게 하여 조국 캐나다를 코파 아메리카에 처녀 출전했음에도 불구하고 4강에 진출시켰다.
하지만 4강전에서는 강력한 우승후보인 아르헨티나를 만나 조별리그와 같은 경기력을 보이며 코네는 로드리고 데 폴을 막아내는 데에 실패해 데 폴로 인해 2골이 나오며 팀은 조별리그와 동일하게 0-2로 패했다.